# Godzilla: King of the Monsters (2019)
Godzilla: King of the Monsters is een Amerikaanse monsterfilm uit 2019, geregisseerd door Michael Dougherty. De film is het vervolg op Godzilla uit 2014 en de 35e film uit de Godzilla-franchise.

## Verhaal
Na de gebeurtenissen uit de eerste film barst een nieuwe titanenstrijd los waarbij het dinosaurusachtig monster Godzilla samen met het motmonster Mothra de strijd aan gaat met  de driekoppige King Ghidorah om de wereld in balans te zetten.

## Rolverdeling
| Acteur             | Personage                  |
| ------------------ | -------------------------- |
| Kyle Chandler      | Dr. Mark Russell           |
| Vera Farmiga       | Dr. Emma Russell           |
| Millie Bobby Brown | Madison Russell            |
| Ken Watanabe       | Dr. Ishiro Serizawa        |
| Zhang Ziyi         | Dr. Ilene Chen en Dr. Ling |
| Bradley Whitford   | Dr. Rick Stanton           |
| Sally Hawkins      | Dr. Vivienne Graham        |
| Charles Dance      | Jonah Alan                 |
| Thomas Middleditch | Dr. Sam Coleman            |
| Aisha Hinds        | Kolonel Diane Foster       |
| David Strathairn   | Admiraal William Stenz     |

## Ontvangst
De film werd verdeeld beoordeeld op Rotten Tomatoes met 40% goede reviews, gebaseerd op 285 beoordelingen. Op Metacritic kreeg de film een cijfer 48/100, gebaseerd op 46 critici.